# Antoniów Mały
Antoniów Mały – część wsi Antoniów w Polsce, położona w województwie świętokrzyskim, w powiecie ostrowieckim, w gminie Bałtów.
W latach 1975–1998 Antoniów Mały administracyjnie należał do województwa kieleckiego.
Wierni Kościoła rzymskokatolickiego należą do parafii św. Zygmunta w Siennie.